# Aguijón
Se llama aguijón o ponzoña al órgano o parte del cuerpo afilado presente en varios animales que normalmente expulsa algún tipo de veneno (normalmente tras ser clavado en la piel de otro animal) o da una descarga eléctrica. Un aguijón venenoso difiere de otros órganos punzantes en que se clava por sí mismo, a diferencia de los dientes, que se clavan gracias a la fuerza de las mandíbulas o de las espinas, que se clavan por acción de la víctima.

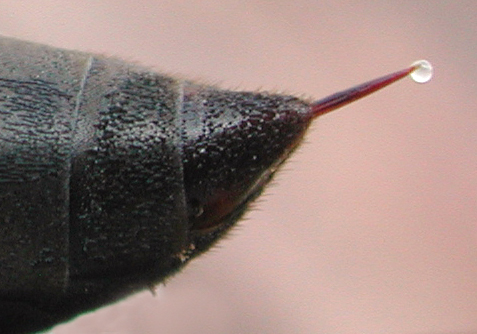
Aguijón de una avispa, con una gota de veneno

El principal tipo de aguijón es un órgano afilado de ataque o defensa, especialmente cuando está conectado con una glándula de veneno y adaptado para infligir heridas pinchando, como por ejemplo el aguijón caudal de un escorpión.
El aguijón suele estar ubicado en la parte trasera del animal, cerca de la cola (si la tiene). 

## Artrópodos

### Insectos
Entre los artrópodos con aguijón se cuentan los miembros del grupo Aculeata: las abejas y avispas y otros himenópteros como las hormigas. En todos estos insectos el aguijón es un ovipositor modificado que ha perdido su función de depositar huevos y sirve solo para picar.

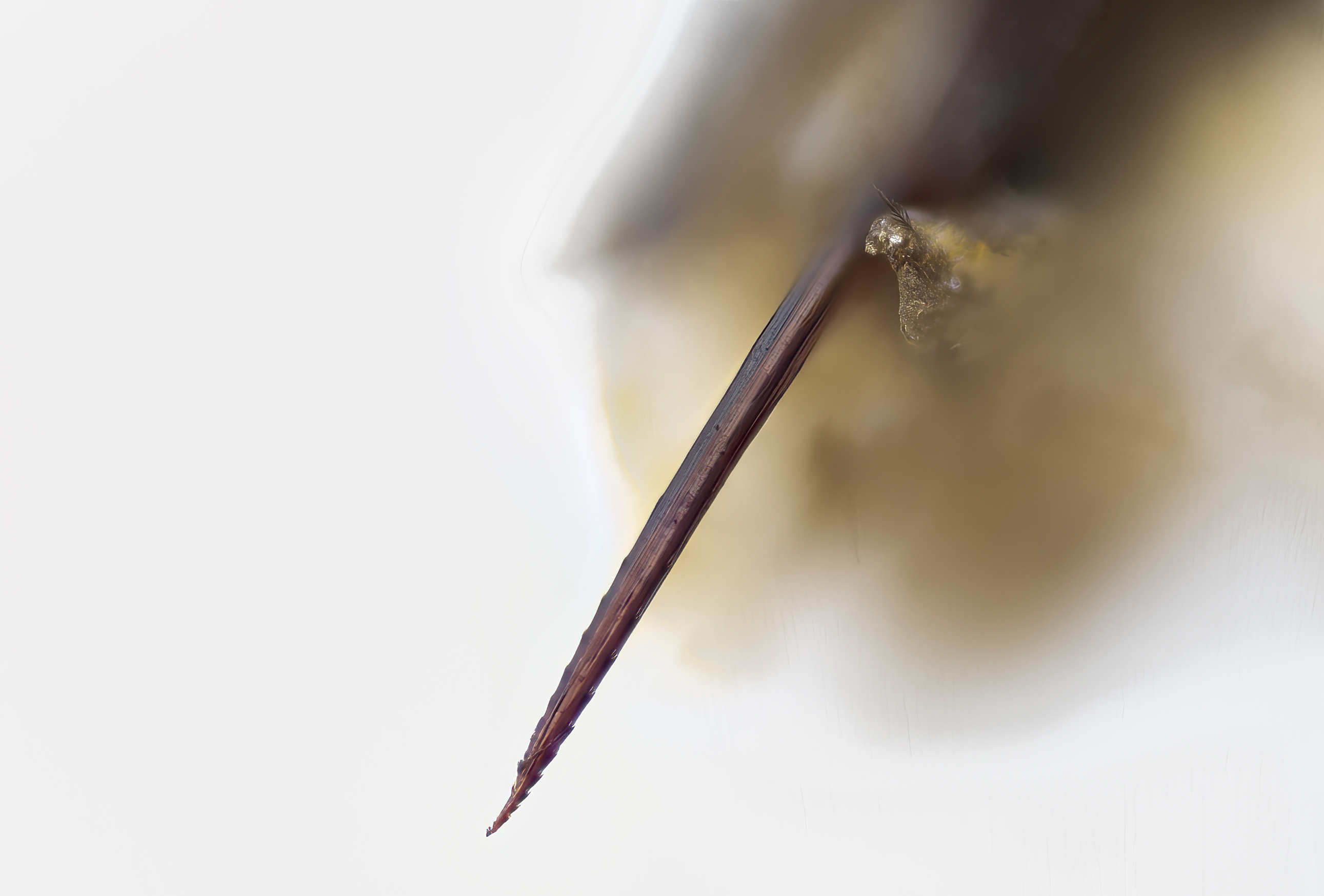
Aguijón de abeja

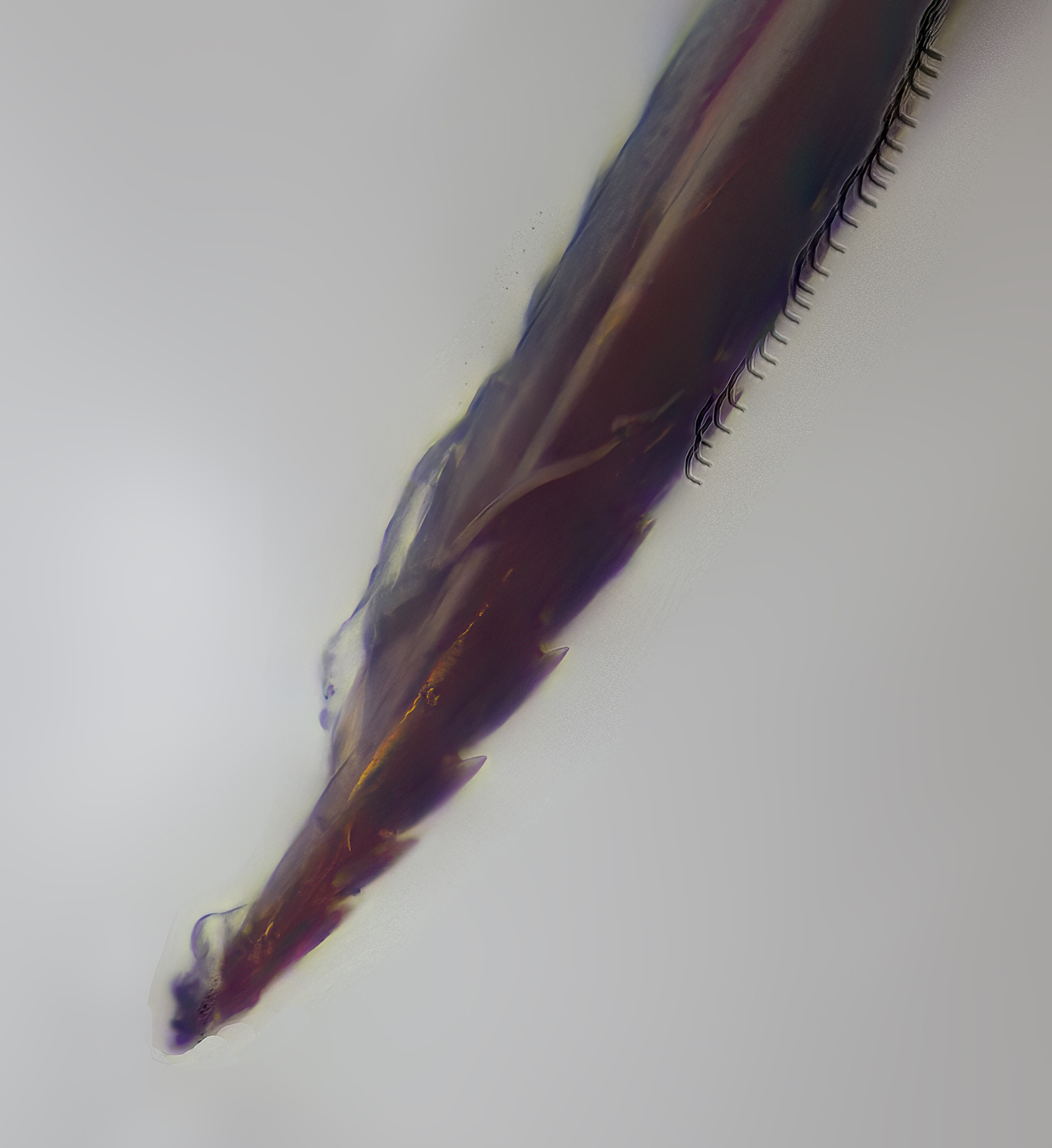
Detalle de aguijón de abeja, punta.

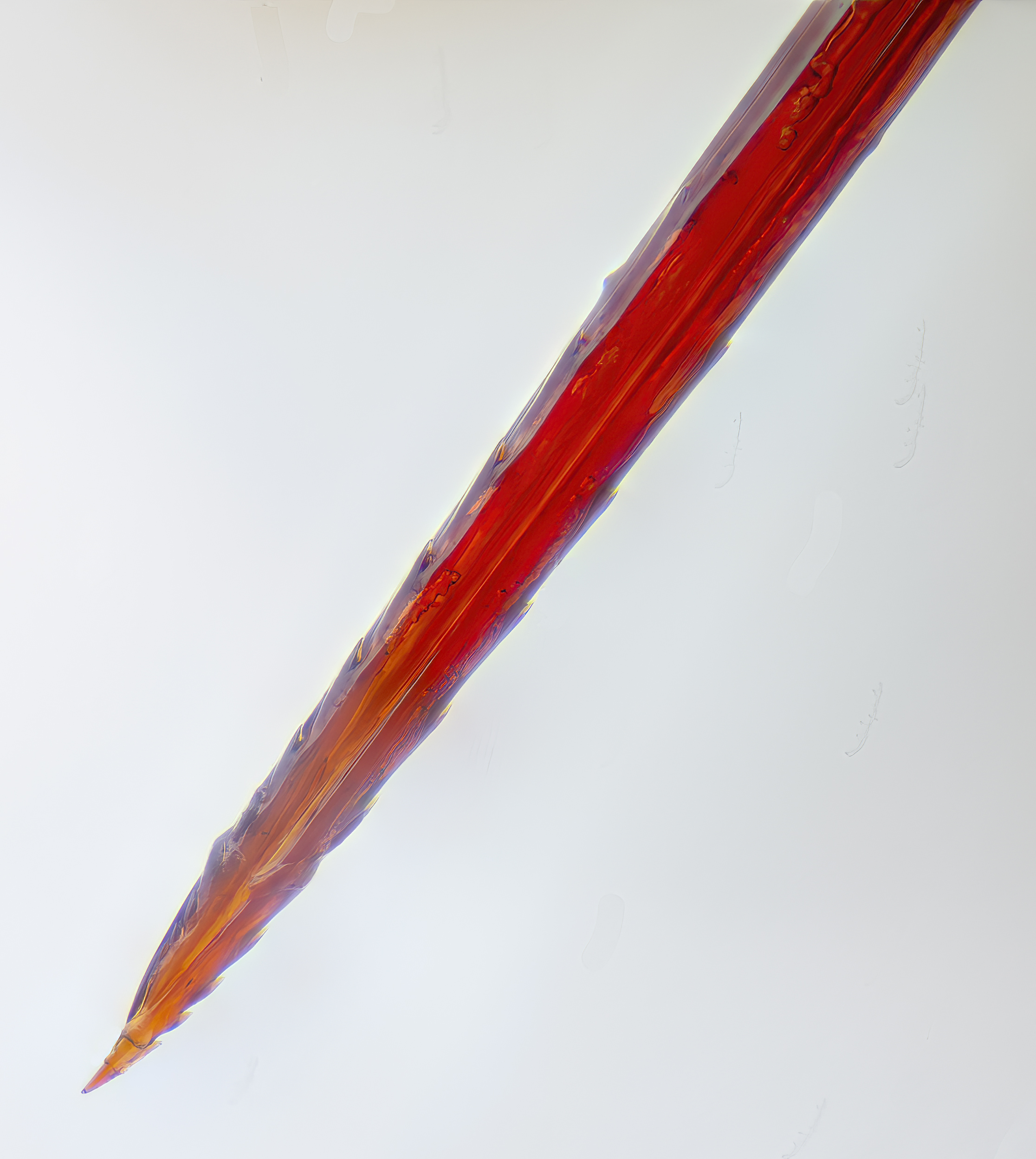
Detalle de aguijón de abeja, se ve lo aserrado del aguijón.

Entre las abejas melíferas (y solo entre ellas) el aguijón de las obreras tiene forma de anzuelo, alojándose en la carne de la víctima tras desprenderse del cuerpo de la abeja, lo que provoca la muerte de esta en pocos minutos; además tiene su propio saco de veneno que continúa inyectando veneno en la carne de la víctima durante varios minutos. La cuestión de cómo tal rasgo ha podido evolucionar, cuando es una desventaja obvia para el individuo, queda resuelta cuando se advierte que los mamíferos predadores pueden destruir fácilmente una colonia completa si no se les repele. Si la colonia es destruida, las obreras, que son estériles, morirán sin descendencia, así que solo mediante la defensa de la colonia pueden lograr que sus genes se transmitan. 
Las puntas de los aguijones aseguran que un ataque de una abeja melífera solo es suicida si la víctima es un mamífero, pudiendo picar a otras abejas (en batalla intercoloniales) repetidamente. Así, bajo condiciones naturales, el carácter suicida del aguijón de la abeja melífera solo entra en juego en caso de un atacante que amenace con destruir toda la colonia. El aguijón de todas las demás abejas y avispas no tiene esta punta, por lo que puede ser usado para picar a mamíferos repetidamente sin morir.
También hay una especie de escarabajo con aguijón Onychocerus albitarsis. Si bien en realidad no es un aguijón propiamente dicho, la picadura del mismo es ocasionada por sus antenas. Es conocido como escarabajo escorpión o escarabajo alacrán dado el hecho de asemejar su picadura con la del arácnido.
Por su parte, el aguijón de las avispas suele ser más bien recto y liso, ergo, pueden picar más de una vez a un mamífero (incluyendo a los humanos) e incluso a veces se dan casos de picaduras consecutivas en una sola tanda.
Si bien unas pocas especies de hormiga poseen aguijón, la mayoría de ellas no suelen poseer este aparato. Los ataques o "picaduras" de estos insectos son causados en realidad por sus fuertes mandíbulas. Ergo, en realidad muerden en lugar de picar. Aun así, curvan el abdomen hacia adelante para inyectar el veneno (en realidad se trata de ácido fórmico).

### Otros artrópodos
Los escorpiones, tienen un aguijón que no es homólogo al de los himenópteros, sino más bien un ejemplo de evolución convergente.
Por su parte, las escolopendras no poseen aguijón como tal, su "picadura" es causada por las forcípulas.

## Otros animales
Entre los mamíferos, el único que posee un aguijón venenoso es el ornitorrinco macho.
El aguijón o espina caudal de la raya látigo es una aleta dorsal modificada.
Para criaturas como las medusas, el aguijón puede aludir a los tentáculos que llevan los cnidocitos para capturar y paralizar a sus presas.
Por extensión, el término se aplicaba en inglés a veces al colmillo (un diente modificado) de las serpientes. Las serpientes del género Psammophylax, comunes en Sudáfrica, incluso se conocen como skaapsteker o ‘aguijón de ovejas’.